# غميس المشابخ (الضليعة)

تعديل مصدري - تعديل

غميس المشابخ هي إحدى قرى عزلة الضليعة بمديرية الضليعة التابعة لمحافظة حضرموت، بلغ تعداد سكانها 99 نسمة حسب تعداد اليمن لعام 2004.